# 全国すし商生活衛生同業組合連合会
全国すし商生活衛生同業組合連合会（ぜんこくすししょうせいかつえいせいどうぎょうくみあいれんごうかい、全すし連）は全国43都道府県に存在するすし商生活衛生同業組合の全国組織。

## 沿革
1957年6月、「環境衛生関係営業の運営の適正化に関する法律」が施行された。同法に基づき都道府県ごとの組合の中央連合体として1952年設立、1955年、全国鮨組合連合会に改称、1961年、厚生大臣（現・厚生労働大臣）より認可された団体である。

## 概要
各都道府県の会員数の総計は20000を超えるすし業界としては最大の団体である。全国共通すし券を発行している。

## 活動
- 全国すし技術コンクール